# Атемарское сельское поселение
Атемарское се́льское поселе́ние — муниципальное образование в Лямбирском районе Мордовии Российской Федерации.
Административный центр — село Атемар.

## История
Статус и границы сельского поселения установлены Законом Республики Мордовия от 28 декабря 2004 года № 122-З «Об установлении границ муниципальных образований Лямбирского муниципального района, Лямбирского муниципального района и наделении их статусом сельского поселения и муниципального района».

## Население
| 2002  | 2010  | 2012  | 2013  | 2014  | 2015  | 2016  |
| ----- | ----- | ----- | ----- | ----- | ----- | ----- |
| 4248  | ↘4158 | ↗4189 | ↘4186 | ↗4218 | ↗4265 | ↘4257 |
| 2017  | 2018  | 2019  | 2020  | 2021  |       |       |
| ↘4237 | ↘4212 | ↘4180 | ↘4177 | ↗4357 |       |       |

## Состав сельского поселения
| № | Населённый пункт      | Тип населённого пункта       | Население |
| - | --------------------- | ---------------------------- | --------- |
| 1 | Атемар                | село, административный центр | ↗4245     |
| 2 | Белогорское           | село                         | ↘54       |
| 3 | Завод стройматериалов | посёлок                      | 1         |
| 4 | Новая Уда             | село                         | ↘11       |
| 5 | Старая Уда            | деревня                      | ↘15       |

с. Белогорское — родина заслуженного деятеля науки РСФСР, почётного гражданина Республики Мордовия А. И. Сухарева.